# V476 Cygni
V476 Cygni eller Nova Cygni 1920 var en nova i stjärnbilden Svanen. Novan upptäcktes den 24 augusti 1920 av den flitige brittiske amatörastronomen William Frederick Denning
V 476 Cygni nådde magnitud +1,9 i maximum och avklingade sedan snabbt. Stjärnan är numera av magnitud 17,1.